# Konar Sandal

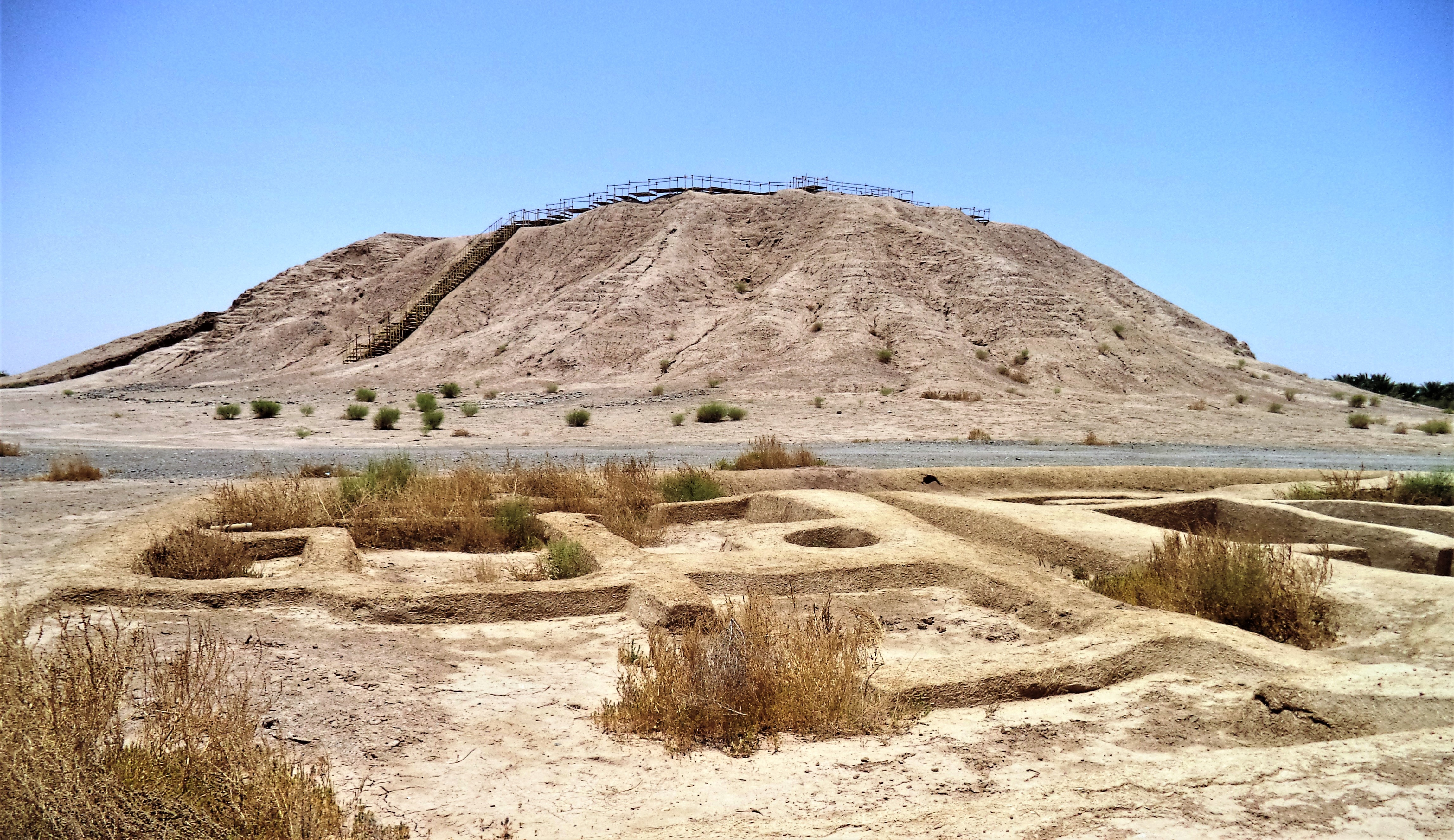
Konar Sandal B

Konar Sandal es un yacimiento arqueológico ubicado al sur de Jiroft, en la Provincia de Kermán, Irán, y que se remonta a la Edad del Bronce. Consiste en dos montículos separados entre sí por unos kilómetros, los cuales son llamados Konar Sandal A, de 13 metros de altura, y Konar Sandal B, de 21 metros de altura.  En este último existe una ciudadela de dos pisos y con ventanas con una base aproximada de 13,5 ha. El asentamiento está relacionado con la hipotética civilización de Jiroft, una cultura que data del tercer milenio a. C. que se basa en una colección de artefactos confiscados en 2001.
La propuesta de identificar el lugar como una civilización independiente de la Edad del Bronce con su propia arquitectura y lengua fue desarrollada por Yusef Majidzadeh, director del equipo de excavación arqueológica de Jiroft.  Majidzadeh especula que éstos podrían ser restos del perdido reino de Aratta.  Otras conjeturas han conectado el yacimiento con la ciudad-estado de Marhashi.  Las conclusiones de Majidzadeh han sido recibidas con escepticismo por varios investigadores.  Muscarella apunta que desde agosto de 2004 no se han reportado artefactos encontrados en las excavaciones de Majidzadeh que puedan ser relacionados o comparados con los objetos confiscados en 2001 y publicados por Majidzadeh en su catálogo de 2003.